# Merpati Nusantara Airlines

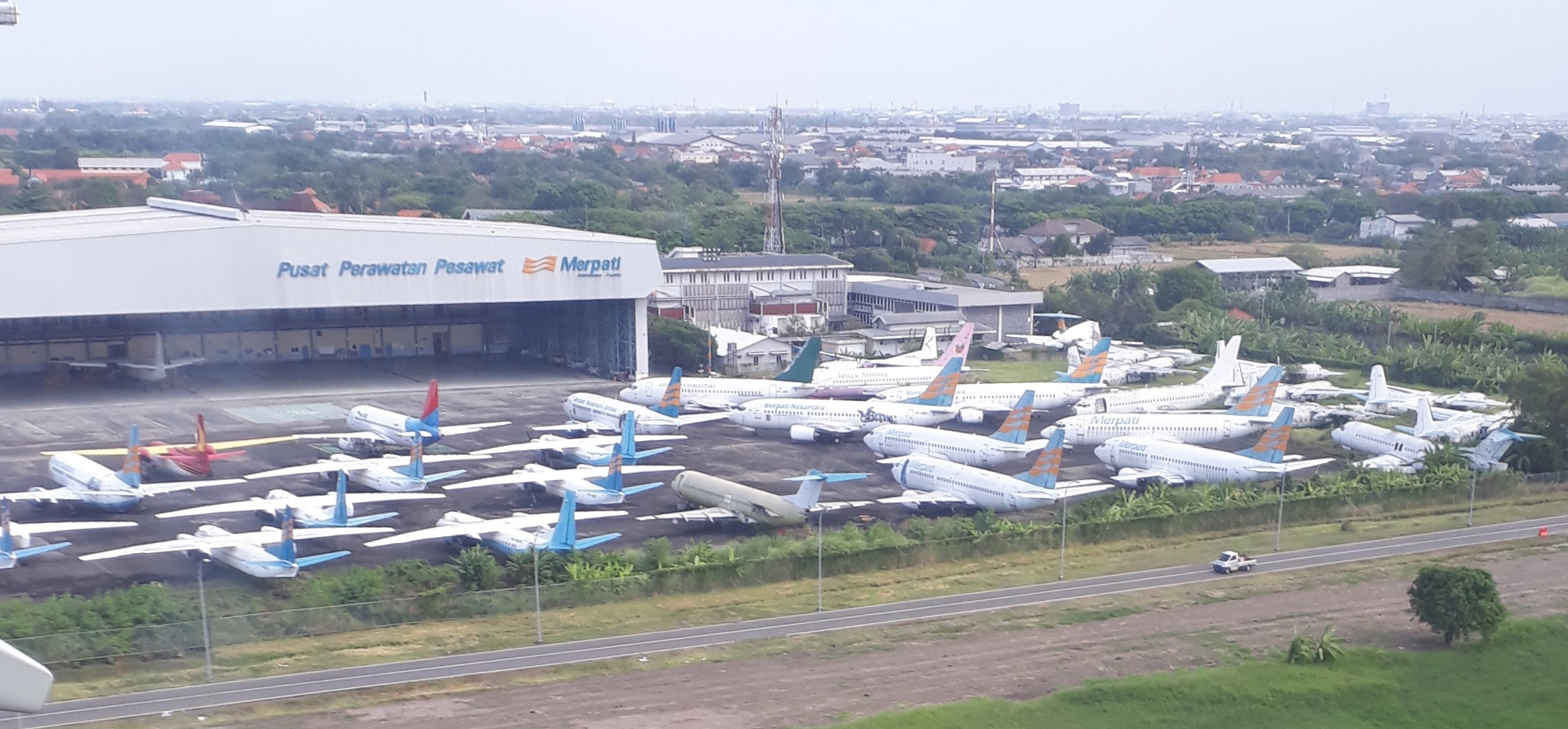
La flotte de Merpati stockée dans le centre d'entretien de la compagnie à l'aéroport international Juanda de Surabaya

Merpati Nusantara Airlines était une compagnie aérienne indonésienne majeure qui assure des services réguliers intérieurs. Merpati Airlines dessert un réseau aérien comptant plus de 70 destinations (îles de Papua, Bali, Lombok, Java, Sumatra, Kalimantan, Timor...). Elle est basée à l'aéroport international de Jakarta et fut la filiale de la compagnie internationale Garuda Indonesia. Merpati Airlines, tout comme Garuda Indonesia sont les seules Compagnies appartenant au gouvernement indonésien.
Merpati, dont la dette se montait à 10 720 milliards de rupiah (640  millions d'euros au taux de novembre 2018) a cessé ses opérations en 2014. Le 13 novembre 2018 son président, Asep Ekanugraha, a annoncé que "son partenaire stratégique", Intra Asia Corpora, allait injecter 6 400 milliards de rupiah (380 millions d'euros) dans la compagnie. Merpati évitera la faillite, mais il n'est pas garanti qu'elle puisse reprendre ses opérations en 2019 comme elle le voudrait.

## Codes
- IATA : MZ
- OACI : MNA
- Indicatif d'appel : Merpati

## Flotte
La flotte de Merpati consiste en (juillet 2013) :
En septembre 2012, Merpati a annoncé la commande des appareils suivants pour l'année 2013, censés être livrés jusqu'en 2018 :
- 20 Airbus A320
- 20 Embraer ERJ 145
- 20 Embraer 190

## Destinations
Medan,
Sinabang,
Sibolga,
Bengkulu,
Palembang,
Lampung,
Jakarta,
Bandung,
Semarang,
Yogyakarta,
Surabaya,
Denpasar,
Mataram,
Sumbawa,
Bima,
Tambolaka,
Waingapu,
Kupang,
Dili,
Alor,
Maumere,
Labuan Bajo,
Ruteng,
Sampit,
Tarakan,
Balikpapan,
Banjarmasin,
Kendari,
Manado,
Poso,
Palu,
buol,
Luwuk,
Mamuju,
Makassar,
Baubau,
Wangi Wangi,
Sorong,
Ternate,
Biak,
Nabire,
Timika,
Merauke,
Jayapura,
....

## Accidents
- Le 10 novembre 1971, un Vickers Viscount de Merpati s'est écrasé en mer à environ 120 km au large de Sumatra, tuant les  69 personnes à bord.
- Le 5 avril 1972, un autre Vickers Viscount a été l'objet d'une tentative de détournement. Le pirate a été tué.
- Le 7 février 1977, un Douglas C-47A a été endommagé de façon irréparable lors de son atterrissage à Tanjung Santan.
- Le 5 octobre 1978, un autre C-47A a pris feu alors qu'il était stationné sur l'aéroport international de Denpasar à Bali.
- Le 30 novembre 1994, un Fokker F28 est sorti de la piste de l'aéroport Achmad Yani de Semarang. Il n'y a pas eu de victime parmi les 85 personnes à bord.
- Le 10 janvier 1995, un De Havilland Canada DHC-6 a disparu au-dessus du détroit de Molo. Les 14 personnes à bord sont probablement toutes mortes.
- Le 2 août 2009, un autre DHC-6 s'est écrasé en Papua, à une vingtaine de kilomètres au nord d'Oksibil. Les 16 personnes à bord ont été tuées.
- Le 3 décembre 2009, un Fokker F100 a dû faire un atterrissage d'urgence sur l'aéroport El Tari de Kupang dans l'ouest de Timor parce que son train d'atterrissage gauche n'avait pu sortir. Il n'y a pas eu de victime.
- Le 7 mai 2011, bi-turbopropulseur de fabrication chinoise Xian MA60 assurant la liaison Sorong-Kaimana s'est écrasé. Les 27 personnes à bord ont été tuées.
- Le 3 décembre 2011, un CASA C-212 Aviocar a été endommagé lors de son atterrissage à Larat-Watidar avec 19 passagers à bord. Deux passagers ont été légèrement blessés.
- Le 10 juin 2013 un autre MA60 en provenance de Bajawa dans l'île de Florès, avec 50 passagers à bord, a fait un atterrissage forcé à El Tari. Il y a eu un blessé.

## Difficultés financières
Le gouvernement indonésien, unique actionnaire de Merpati, envisage de vendre la compagnie, dont les dettes s'élève à 6 000 milliards de rupiah (500 millions d'euros).

## Galerie

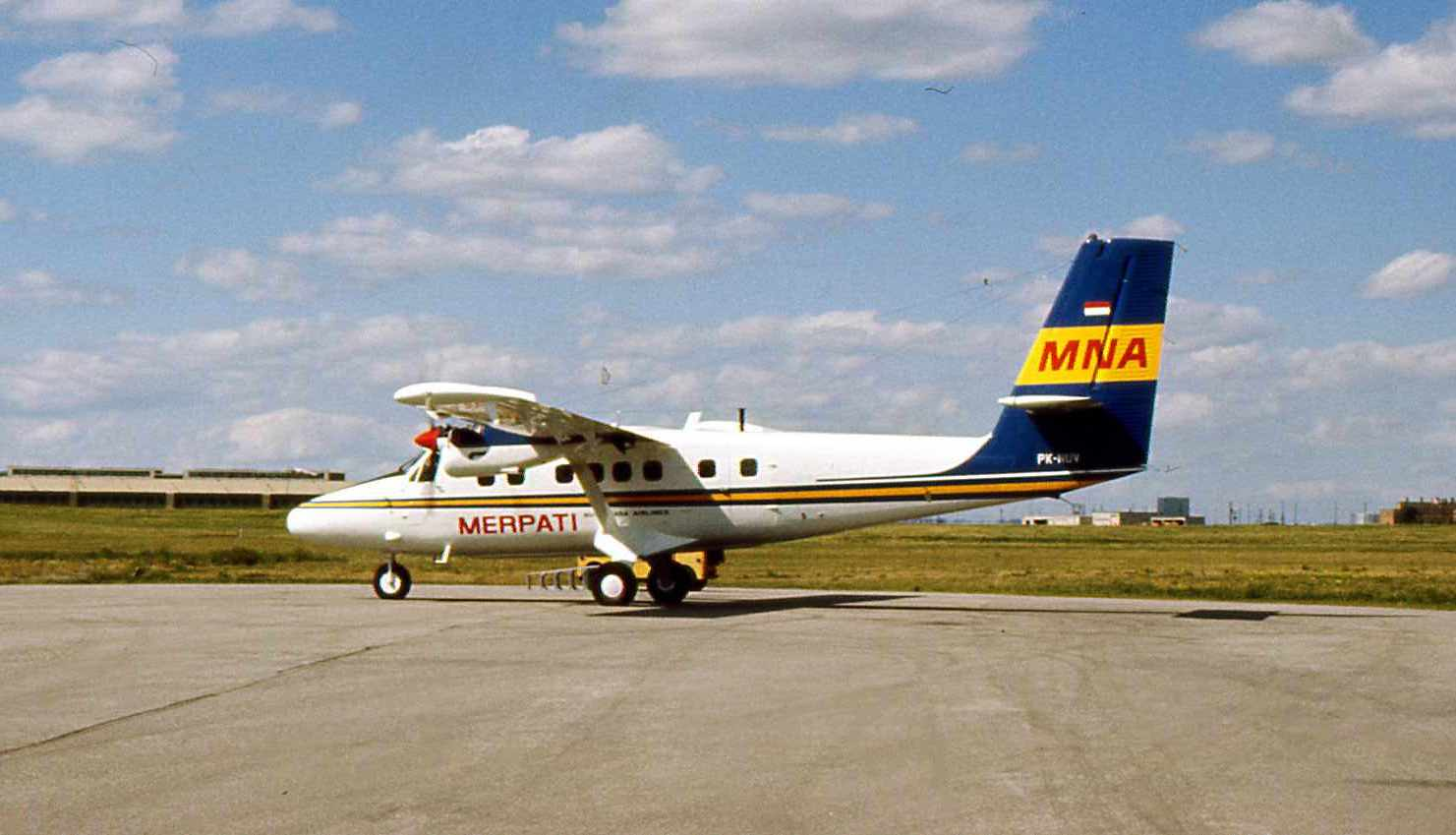
Un DHC-6 Twin Otter de Merpati en 1975
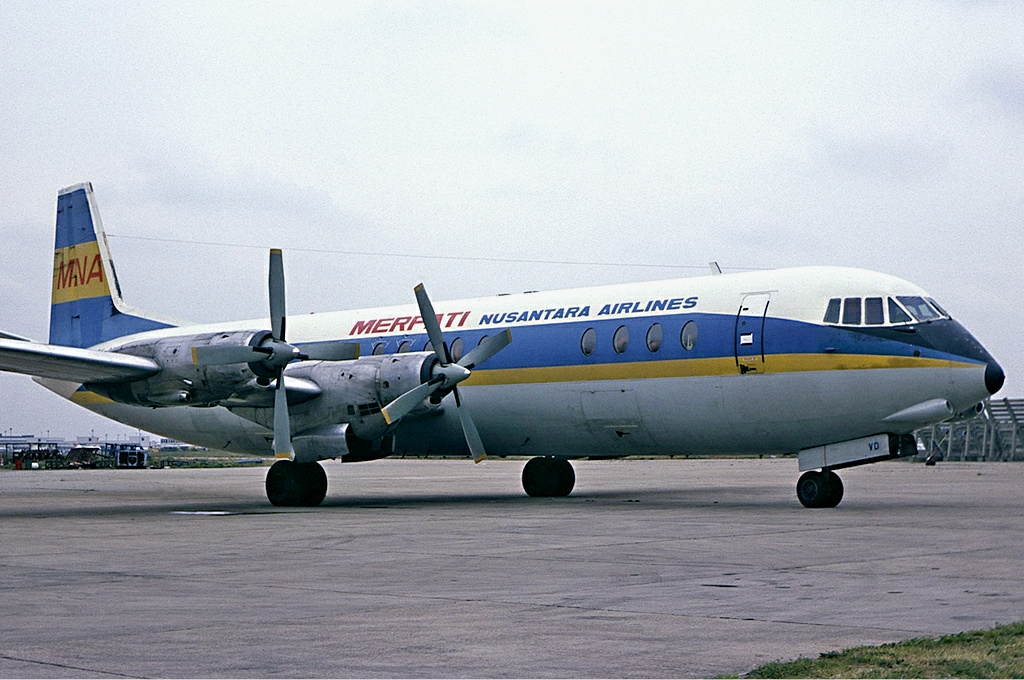
Un Vickers Vanguard 953 de Merpati en 1977
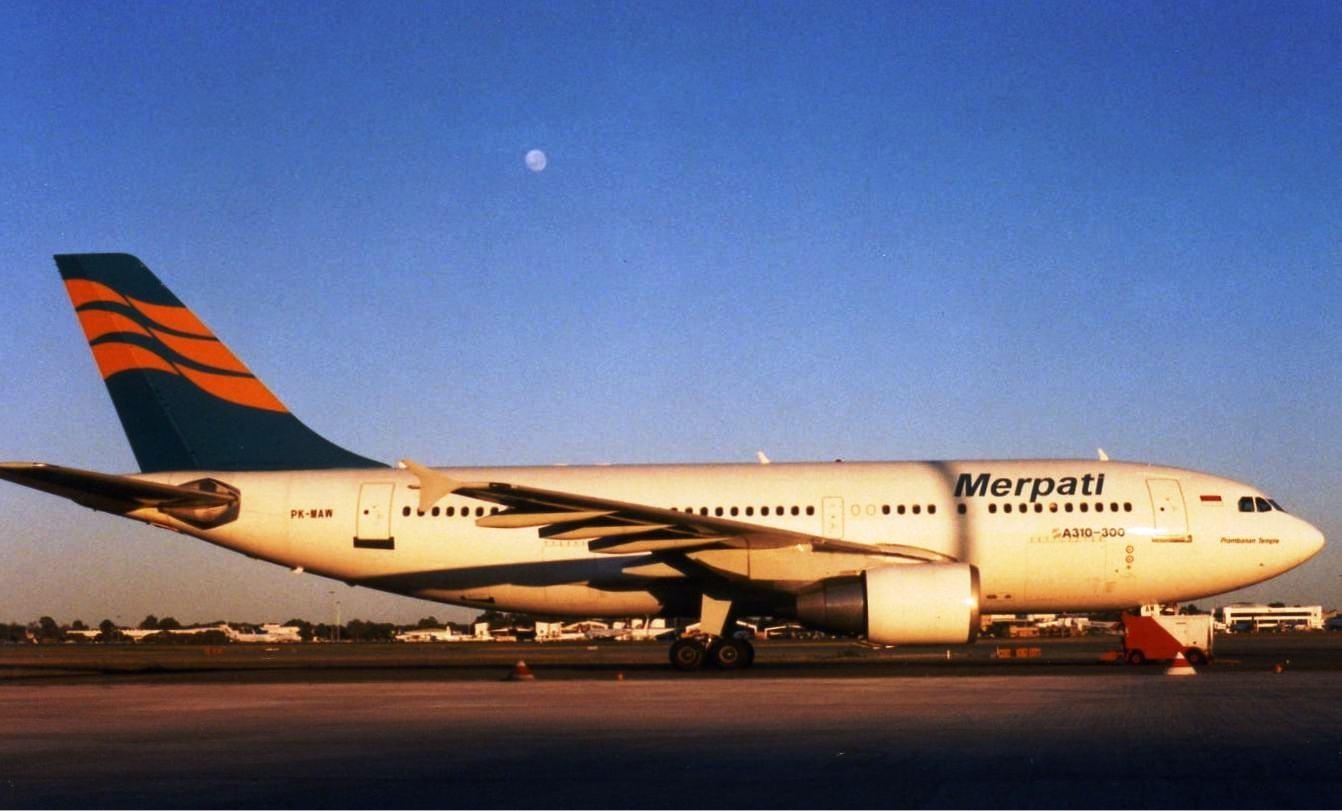
Airbus A310-300 aux couleurs de Merpati sur l'aéroport de Perth à la fin des années 1990
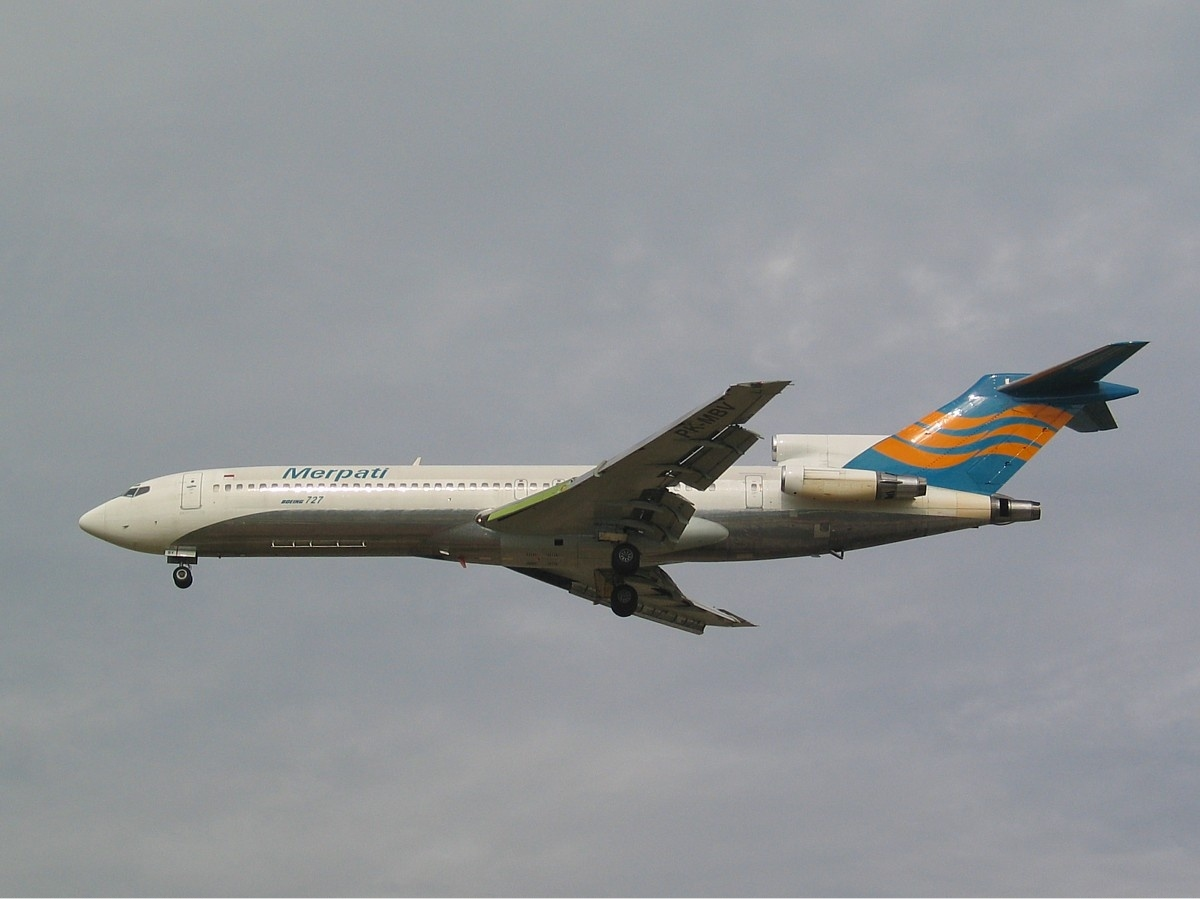
Boeing 727-200 aux couleurs de Merpati en 2003
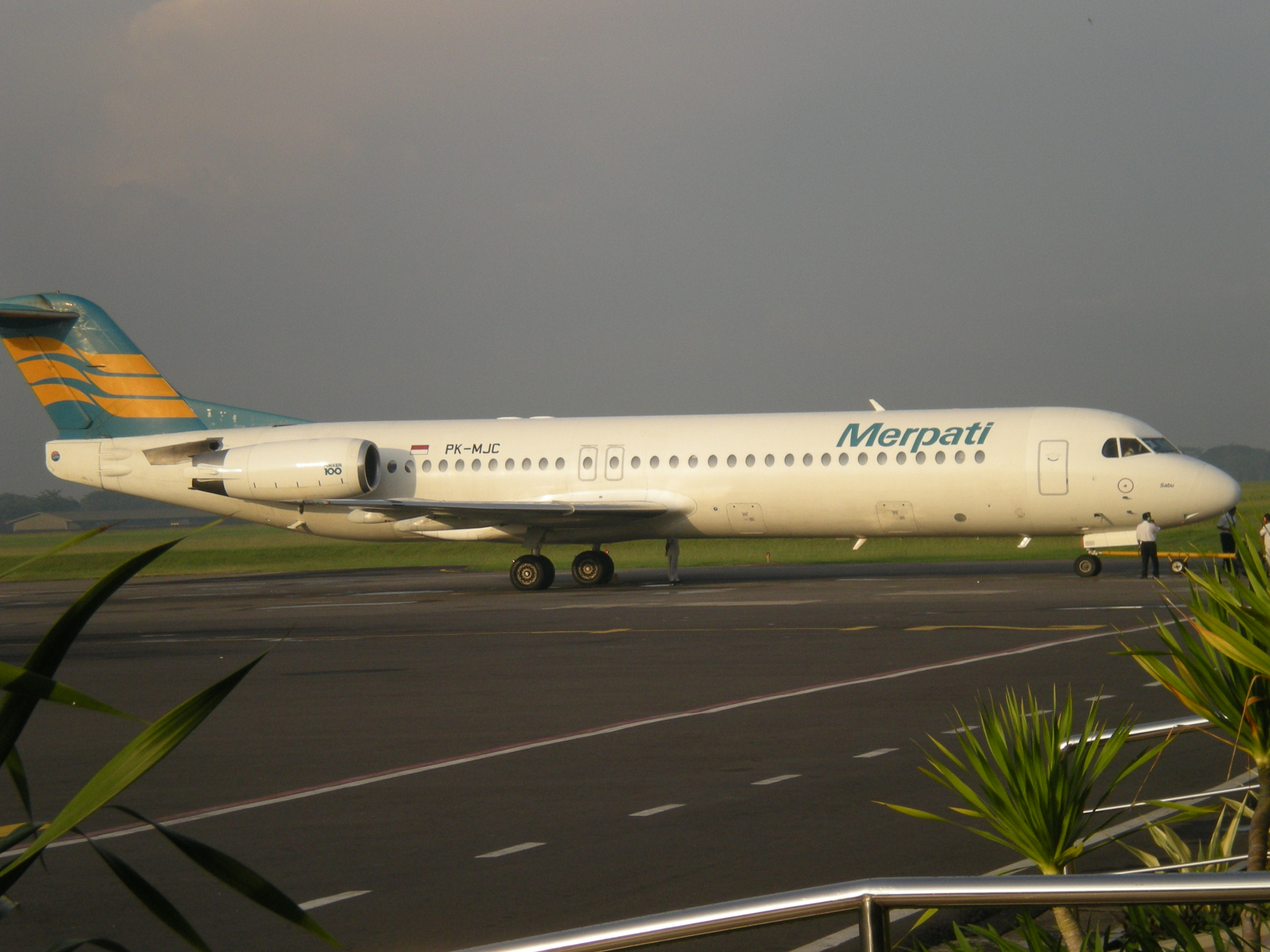
Fokker 100 sur l'aéroport international de Yogyakarta en 2007
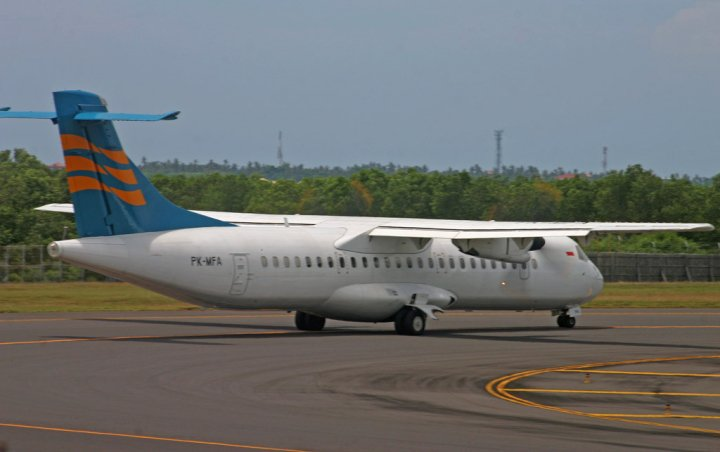
ATR 72 (Merpati n'utilise plus l'ATR 72 depuis l'acquisition des MA60)
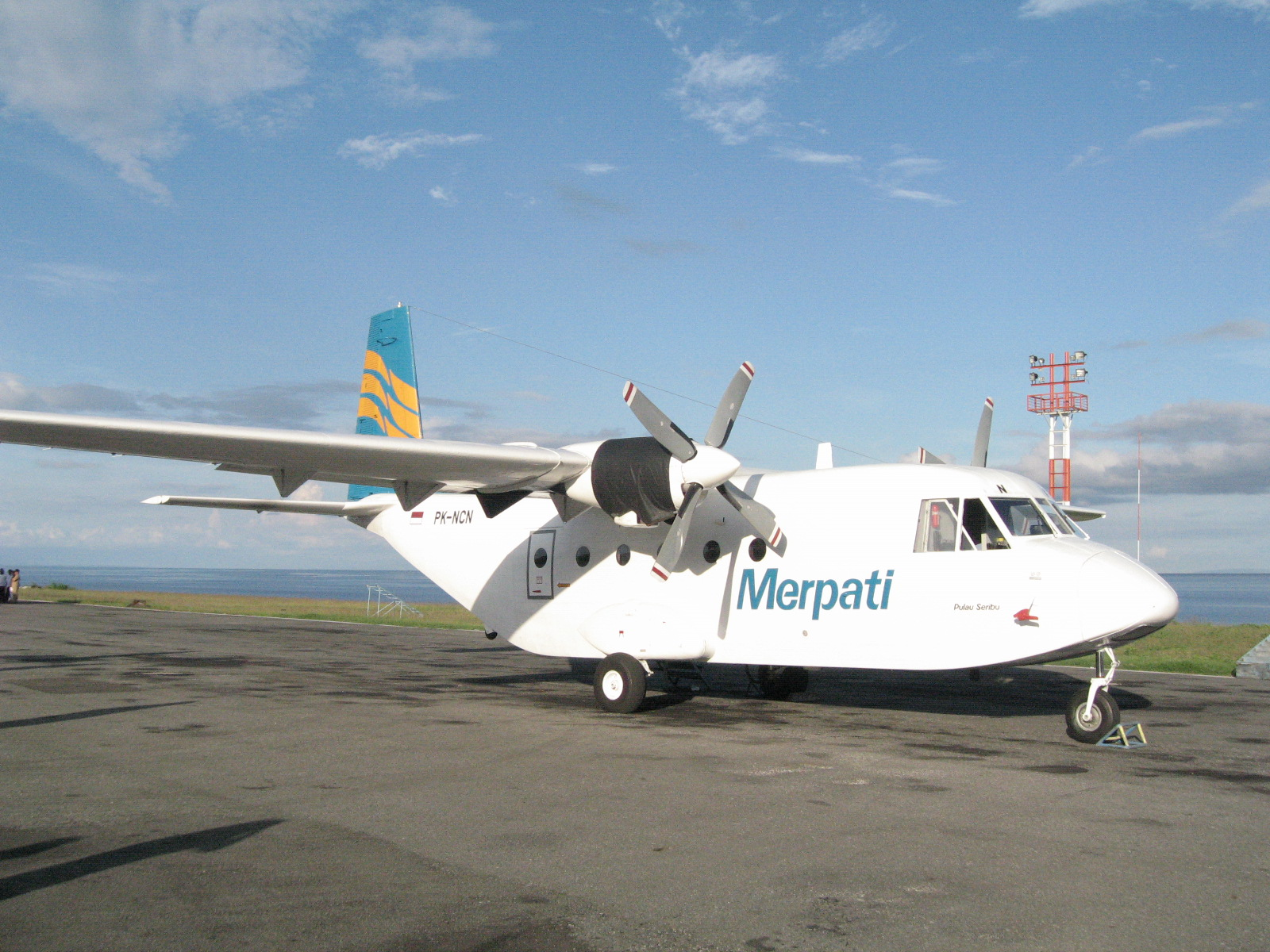
CASA C-212 en 2007
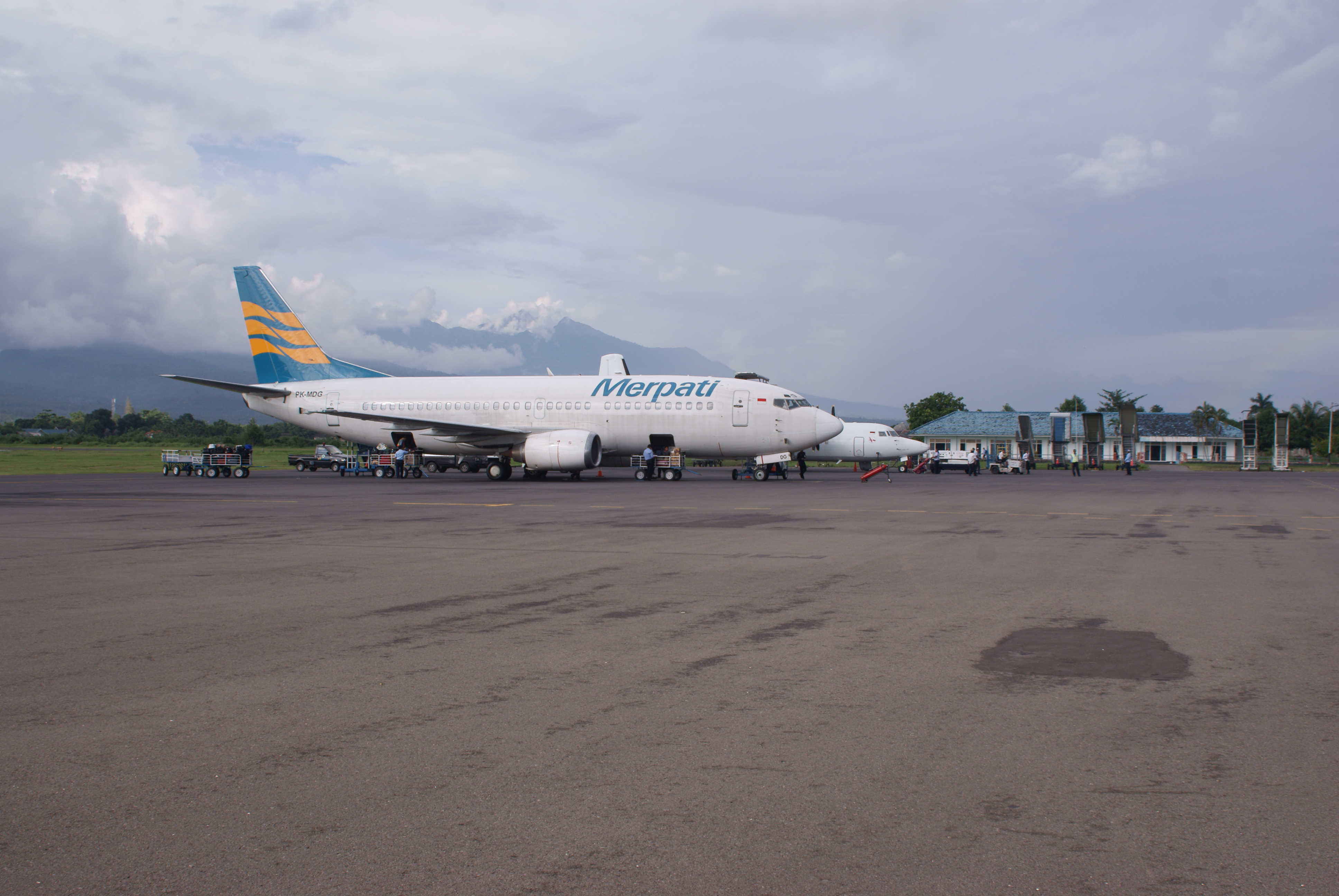
Boeing 737 sur l'aéroport de Mataram Selaparang à Lombok en 2010.
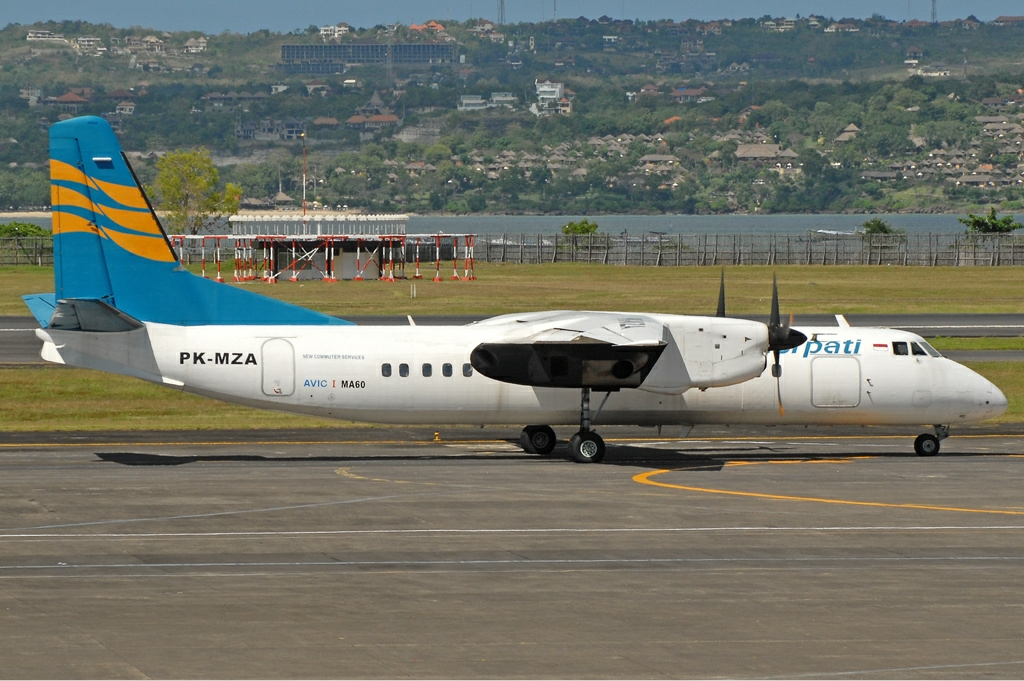
Un Xian MA60 de Merpati en 2010
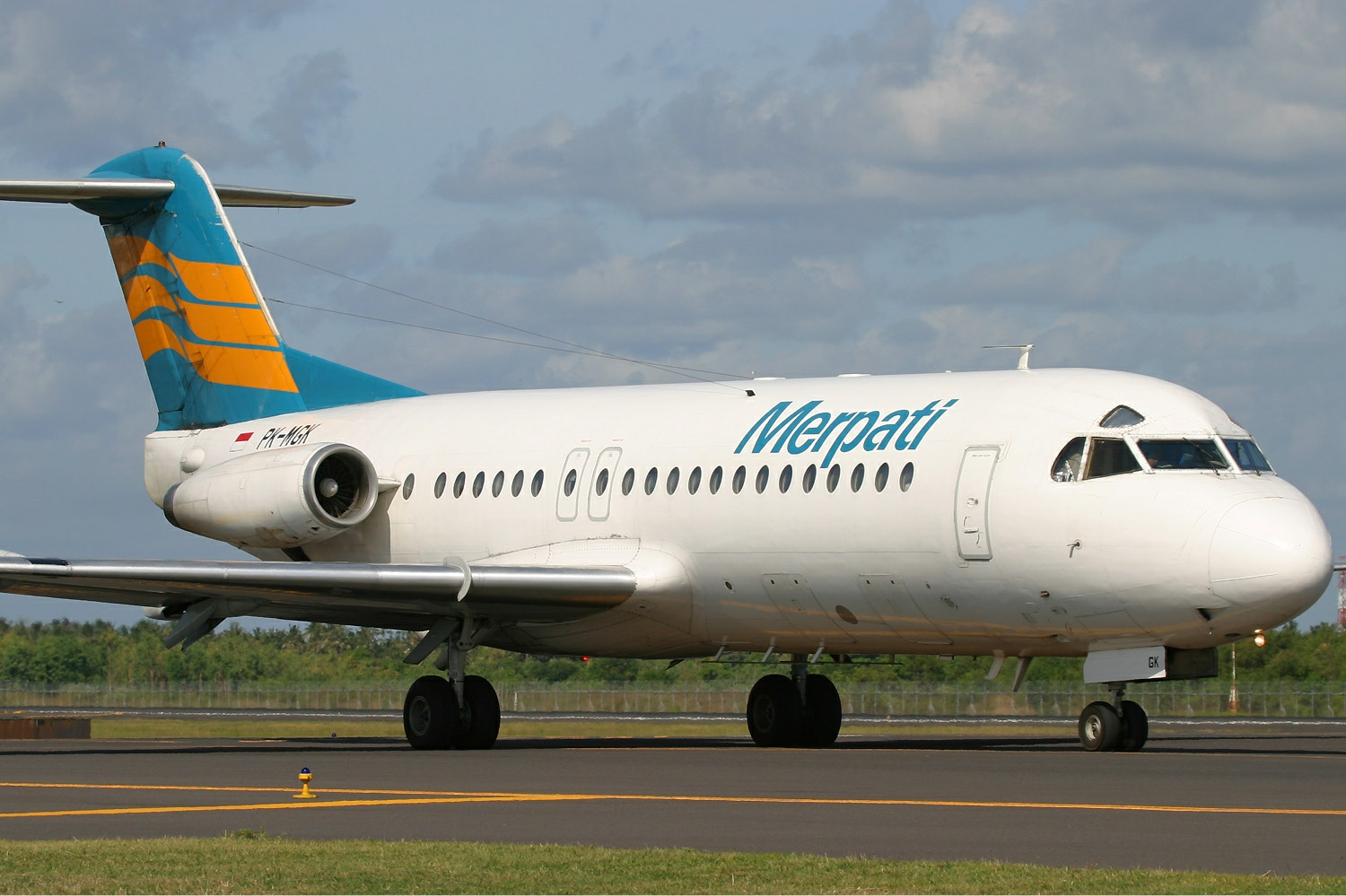
Fokker F28-4000 de Merpati sur l'aéroport international de Bali en 2005